# Armando Diaz
Armando Diaz, italijanski general in maršal Italije, * 5. december 1861, Neapelj, † 29. februar 1928, Rim.

## Življenjepis
Rodil se je v Neaplju leta 1861. Svojo vojaško kariero je začel kot kadet na vojaški akademiji v Torinu, kjer je postal topniški častnik. Bil je polkovnik, ki je poveljeval 93. pehotnemu polku med italijansko-turško vojno, leta 1914 pa je postal generalmajor. Po izbruhu prve svetovne vojne, je bil dodeljen visokem poveljstvu, kot vodja enot za operacije pod nadzorom generala Luigija Cadorne. Napredoval je v generala (2 zvezdi) junija 1916 in prevzel komando nad 49. divizijo in potem 23. korpusom.

## Prva svetovna vojna
Bitka pri Kobaridu v oktobru 1917 je bila katastrofalna za italijansko vojsko. 8. novembra 1917 je bil zato imenovan za poveljnika generalštaba. Ob vrnitvi je s preostalo vojsko organiziral odpor na gori Grappa in bitko na reki Piavi. Leta 1918 je vodil italijanske vojake v ofenzivi Vittorio Veneto in v svoji slavni Bollettino della Vittoria (Viktorijski naslov) je izkopaval sporočila avstrijske vojske in s tem pokazal uspeh Italijanov.

## Povojni časi
1. novembra 1921 je bil Diaz v Kansas City-ju, da sodeluje pri prelomni slovesnosti za Liberty Memorial, ki je bil zgrajen tam. Tudi ta dan so tam bili generalpodpolkovnik Baron Jaques, admiral David Beatty, maršal Ferdinand Foch in general John J. Pershing. Eden od glavnih govornikov je bil podpredsednik Calvin Coolidge. Leta 1935 je kipar Walker Hancock na memorial dodal reliefe Jaquesa, Focha, Diaza in Pershinga.

## Smrt
Po vojni je Diaz postal senator. Leta 1921 ga je kralj Viktor Emanuel III. povzdignil med plemstvo z naslovom Duca della Vittoria (vojvode Zmagovalca). Benito Mussolini ga je imenoval za vojnega ministra in napredoval je v feldmaršala. Po upokojitvi leta 1924 je dobil naziv maršala Italije (Maresciallo d'Italia). Umrl je leta 1928. Pokopan je bil v cerkvi Santa Maria degli Angeli e dei Martiri, poleg admirala Paola Thaona di Revela.